# Ermenegildo Nello Massarelli

Ritratto del fotografo Ermenegildo Nello Massarelli

Ermenegildo Nello Massarelli (Siena, 1880 – Siena, 1951) è stato un fotografo e musicista italiano.

## Biografia
Secondogenito di una famiglia in fase decadente restò orfano di padre molto giovane. La madre, Marianna Marchetti, aprì poco dopo il Caffè del Vapore nel centro di Siena e che gestì per molti anni.
A 17 anni Massarelli si trasferì a Salerno lavorando nella bottega del fotografo Bertolani e in quella città conobbe Fortunata Giordano che nel 1903 diventerà sua moglie.
Sebbene avesse studiato inglese privatamente col desiderio di andare in America, decise di tentare l'avventura a Nizza presso lo studio fotografico Ferrari, che, a quanto si legge nel catalogo della mostra Siena: album 1910-1930, mostra fotografica dall'archivio Ermenegildo Nello Massarelli, edita nel 1978 presso le Loggia della Mercanzia, era uno studio famosissimo e molti furono i grandi fotografi che appresero i dettami dell'arte fotografica presso quello studio. In questo periodo per mantenersi alternava il lavoro fotografico con quello stagionale presso la località termale Vittel, celebre nel periodo della belle époque.
In Francia erano nati i suoi figli e con il suo lavoro viveva abbastanza bene, ma lo stato di salute della madre spinsero lui e la famiglia a rientrare a Siena. Qui aprì uno studio fotografico che in poco tempo divenne il luogo ove farsi ritrarre dai personaggi più in vista della città, essendo il fotografo ufficiale del conte Guido Chigi Saracini e della moglie Bianca Kaschmann, celebre cantante d'opera, figlia del baritono istriano Giuseppe Kaschmann.
Nel 1908 e 1909 vinse l'Esposizione delle Belle Arti di Milano. Nel 1916 aprì un secondo studio fotografico a Poggibonsi con il fotografo Montereggi.
La notorietà di Massarelli crebbe tanto che nel 1929 venne ricevuto da Mussolini e dal re Vittorio Emanuele e, successivamente, anche dal papa Pio XI. Per i meriti acquisiti nel campo della fotografia venne nominato Cavaliere della Corona d'Italia.
Accanto alla fotografia, aveva coltivato anche la passione per la musica divenendo concertista e compositore. Non di rado faceva delle piccole tournée per l'Italia.
Anche se non fu un attivista, nei confronti del fascismo non ebbe un distacco netto, anzi furono molti gerarchi che si fecero ritrarre dalla sua macchina fotografica.
Morì nel 1951, nella sua casa-studio di Via Garibaldi al n. 2.
Il Fondo Massarelli è conservato presso la Biblioteca Comunale degli Intronati, la Fondazione Monte dei Paschi di Siena e presso la Fondazione Accademia Musicale Chigiana, oltre a vari archivi di alcune contrade.